# Retribution for the Dead
 (février 2024).
Si vous disposez d'ouvrages ou d'articles de référence ou si vous connaissez des sites web de qualité traitant du thème abordé ici, merci de compléter l'article en donnant les références utiles à sa vérifiabilité et en les liant à la section « Notes et références ».
Albums de Autopsy
Severed Survival
(1989) Mental Funeral
(1991)
Retribution for the Dead est un EP du groupe de Death metal américain Autopsy. Il est sorti en 1991 sous le label Peaceville Records.
Les titres Destined to Fester et In the Grip of Winter furent ré-enregistrés quelques mois plus tard pour figurer dans de nouvelles versions sur l’album Mental Funeral. Seul le titre éponyme est uniquement présent sur cet EP.

## Musiciens
- Chris Reifert - Chant, Batterie
- Danny Coralles - Guitare
- Eric Cutler - Guitare
- Steve DiGiorgio - Basse

## Liste des morceaux
1. Retribution for the Dead – 3:55
2. Destined to Fester – 4:30
3. In the Grip of Winter – 4:07